# Дерлет, Август
Август Вильям Дерлет (англ. August William Derleth; 24 февраля 1909[…], Сок-Сити, Висконсин — 4 июля 1971[…], Сок-Сити, Висконсин) — американский писатель в жанрах фэнтези и ужас. Известен как первый издатель произведений Говарда Филлипса Лавкрафта, посвятивший жизнь популяризации его творчества, а также за его собственный вклад в «Мифы Ктулху» и жанр «космический ужас». Для этой цели он основал издательство «Arkham House», которое во многом способствовало печатанию фантастики в США в твёрдом переплете, который в то время был доступен только в Великобритании. Дерлет был ведущим американским региональным писателем своего времени, а также плодовитым в нескольких других жанрах, включая историческую фантастику, поэзию, детективную фантастику, научную фантастику и биографию.
Стипендиат Гуггенхайма 1938 года. Дерлет считал своей самой серьёзной работой амбициозную «Сага о Сок-Прери», серию художественных, исторических, поэтических и научно-популярных натуралистических произведений, призванных увековечить память о жизни в Висконсине, который он знал. Дерлета также можно считать новаторским натуралистом и защитником природы в своих трудах.

## Биография
Родился и вырос в Сок-Сити, штат Висконсин, в семье Уильяма Джулиуса Дерлета и Роуз Луизы Волк (англ. William Julius Derleth and Rose Louise Volk). Получил образование в местной приходской и государственной средней школе. В юности больше всего интересовался чтением, посещая библиотеку три раза в неделю, и регулярно откладывал деньги на покупку книг (его личная библиотека позже превысила 12 000 томов). Своё первое произведение художественной литературы написал в 13 лет. Наибольшее влияние на него оказали эссе Ральфа Уолдо Эмерсона, Уолта Уитмена, «Американский Меркурий» Генри Луис Менкена, «История Расселаса, принца Абиссинии» Сэмюэля Джонсона, Александра Дюма, Эдгара По, Вальтера Скотта и «Уолдена» Генри Дэвида Торо.
По мнению Джима Стивенса, придирчивый редактор журнала «Weird Tales» отклонил около 40 его ранних рассказов, прежде чем купил один из них — «Колокольня летучей мыши». На протяжении четырёх лет обучения в Висконсинском университете, где он в 1930 году получил степень бакалавра, он продолжал заниматься литературной деятельностью. Помимо этого, он также работал в те годы заместителем редактора журнала Fawcett Publications Mystic Magazine в Миннеаполисе.
Вернувшись в Сок-Сити летом 1931 года, он работал на местном консервном заводе и сотрудничал с другом детства Марком Шорером (впоследствии председателем Калифорнийского университета, отделения английского языка в Беркли). Они совместно арендовали жилье, писали готические ужасы и другие произведения, которые продавали в журналу «Weird Tales». Вскоре он занял место в Списке почета О'Брайена «Пятеро одиночек», опубликованном в журнале «Место ястребов», а затем в «Pagany».
В результате его ранней работы над «Сагой о Сок-Прери», он был удостоен престижной стипендии Гуггенхайма; его спонсорами были Хелен С. Уайт, писатель Синклер Льюис, лауреат Нобелевской премии, и поэт Эдгар Ли Мастерс, известный по антологии «Спун-Ривер».
В середине 1930-х годов он организовал Клуб рейнджеров для молодежи, работал клерком и президентом местного школьного совета, служил офицером по условно-досрочному освобождению, организовал мужской клуб и ассоциацию родителей и учителей. Читал лекции по американской региональной литературе в университете Висконсина и был редактором журнала «Outdoors Magazine».
Вместе со своим давним другом Дональдом Вандреем основал в 1939 году издательство «Arkham House». Его первоначальной целью являлась публикация произведений Говарда Филипса Лавкрафта, его давнего друга, с которым он переписывался с подросткового возраста. В то же время он начал преподавать курс американской региональной литературы в Висконсинском университете.
В 1941 году он стал литературным редактором газеты «The Capital Times» в Мэдисоне и занимал эту должность вплоть до своей отставки в 1960 году. Его хобби включали фехтование, плавание, шахматы, филателию и комиксы. Известно, что он использовал, в частности, свою стипендию Гуггенхайма для выпуска собственной коллекции комиксов, недавно оценённой в миллионы долларов, вместо того, чтобы отправиться за границу, как изначально предполагалось. Однако истинным его призванием были походы по родным землям Висконсина, а также наблюдение и запись природы опытным взглядом.
Однажды он написал о своих методах письма: «Я пишу очень быстро, от 750 000 до миллиона слов в год, что очень мало для бульварного чтива».
В 1948 году он был избран президентом «Associated Fantasy Publishers» на 6-м Всемирном съезде научной фантастики в Торонто.
6 апреля 1953 года женился на Сандре Эвелин Уинтерс (англ. Sandra Evelyn Winters). Спустя шесть лет они развелись. Дерлет сохранил за собой опеку над двумя детьми: Эйприл Роуз и Уолденом Уильямом (англ. April Rose and Walden William). Эйприл получила степень бакалавра гуманитарных наук по английскому языку в Университете Висконсин-Мэдисон в 1977 году. В 1994 году она стала мажоритарным акционером, президентом и генеральным директором Arkham House. Она оставалась в этом качестве до своей смерти. В обществе она была известна как натуралист и гуманист. Эйприл умерла 21 марта 2011 года.
В 1960 году он начал редактировать и издавать журнал «Hawk and Whippoorwill», посвященный стихам о человеке и природе.
Умер 4 июля 1971 года от сердечного приступа и похоронен был на кладбище Святого Алоизия в Сок-Сити. В его честь назван мост. До конца своих дней оставался католиком.

## Творчество

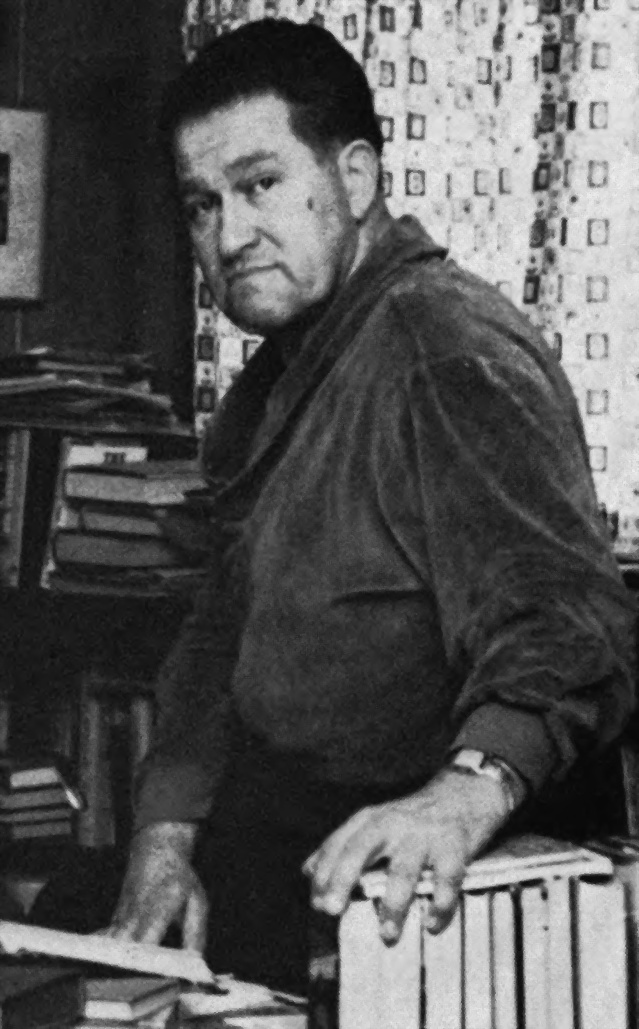
Август Дерлет 1962 год

За свою жизнь Дерлет написал более 150 рассказов и более 100 книг.

### «Сага о Сок-Прери»
Дерлет написал обширную серию романов, рассказов, журналов, стихов и других произведений, вошедших в его сборник «Сага о Сок-Прери» (англ. The Sac Prairie Saga). Дерлет намеревался включить в эту серию до 50 романов, рассказывающих предполагаемую историю жизни региона, начиная с XIX века и далее, с аналогиями с «Человеческой комедией» Бальзака и «В поисках утраченного времени» Пруста. Эти и другие ранние работы Дерлета сделали его известной фигурой среди региональных литературных деятелей своего времени: первых лауреатов Пулитцеровской премии Хэмлина Гарланда и Зоны Гейл, а также Синклера Льюиса, последнего как поклонника, так и критика Дерлета.
Эдвард Вагенкнехт в «Кавалькаде американского романа» писал: «Что есть у мистера Дерлета, чего не хватает... современным писателям в целом, так это страны. Он ей принадлежит. Плоть от его плоти. В его вымышленном мире есть единство гораздо более глубокое и фундаментальное, чем все, что может быть объединено идеологией. Ясно, что он не брал описание мира из справочника библиотеки; подобно Скотту; он производит такое впечатление, что выпил его с молоком матери».
Джим Стивенс, редактор журнала «August Derleth Reader» (1992), утверждает: «Дерлет добился успеха… заключавшегося в том, чтобы собрать висконсинские мифы, отдающие дань уважения древним основам нашей современной жизни».
Дерлет написал 4 повести, включая «Место для ястребов», опубликованную Loring & Mussey в 1935 году. The Detroit News писали: «Конечно, с этой книгой мистер Дерлет может быть добавлен к выдающимся американским писателям».
Первый роман Дерлета «Все еще летняя ночь» был опубликован два года спустя знаменитым редактором Чарльза Скрибнера Максвеллом Перкинсом и стал вторым в его сборнике «Сага о Сок-Прери».
«Год в деревне» (1941 год) — первый из серии журналов, где Дерлет размышляет о природе и деревенской жизни в Америке на Среднем Западе. The New York Times Book Review его хвалили: «Книга мгновенного воссоздает сцену вызывающую чуткий отклик с остротой и красотой, и вносит необычный вклад в "американу" наших дней». The New York Herald Tribune отмечает: «Дерлет... усиливает ценность своего деревенского пейзажа, полностью представляя устойчивое окружение природы; на фоне которого спроецированы люди, а его письмо приобретает качество старой фламандской картины, живой, человеческой, забавной, милой. На переднем плане великолепная природа». Джеймс Грей в статье для St. Louis Dispatch заключил: «Дерлет достиг своего рода прозаического эквивалента Антологии Спун-Ривер».
«Вечер весной» (1941 год) Дерлет считал одной из лучших. Издательство Charles Scribners & Sons хвалили её. The Milwaukee Journal назвал её «красивой маленькой историей любви» и автобиографическим романом о первой любви, окруженной религиозным фанатизмом маленького городка. The New Yorker похвалили её: «история рассказана с нежностью и очарованием». В Chicago Tribune писали: «Это как если бы он перевернул страницы старого дневника и с живыми эмоциями рассказал о муках, боли, остроте, ясной сладости первой любви юноши». Хелен Констанс Уайт написала в The Capital Times, что это был «... лучше всего сформулированное, наиболее дисциплинированное из его произведений».
«Тень ночи» (1941 год) получило похвалу The Chicago Sun: «Структурно он совершенен, как драгоценный камень… Психологический роман первого порядка и приключенческий рассказ, уникальный и неповторимый, что вдохновляет».
Однако в ноябре 1945 года работа Дерлета подверглась критике со стороны его бывшего поклонника и наставника Синклера Льюиса. Написав в Esquire, Льюис заметил: «Доказательством заслуг мистера Дерлета является то, что он вызывает желание совершить путешествие и увидеть его особый Авалон: реку Висконсин, сияющую среди ее островов, и замки барона Пьерно и Геркулеса Доусмана. Он поборник и оправдание регионализма, но в то же время дородный, прыгучий, суетливый, самоуверенный, и сильно потный молодой человек с такими серьезными недостатками, что меланхолическое прочтение их может иметь большую ценность для учеников, нежели изучение его серьезных достоинств. Он так размышляет, что бы поставило его в один ряд с Гомером». Дерлет добродушно напечатал критику вместе со своей фотографией на задней обложке своего деревенского журнала 1948 года: Village Daybook.
«Истории Гаса Элкера» (1934-конец 1940-х годов) — это серия квазиавтобиографических рассказов о сельской жизни, которые Питер Рубер, последний редактор Дерлета, назвал «... моделью построенной... в сочетании с одними из самых запоминающихся персонажей американской литературы». Последний рассказ, «Собачий хвост», опубликован в 1959 году и получил награду журнала Scholastic Magazine как рассказ года. Серия была переиздана в Country Matters в 1996 году.
«Уолден Уэст» (1961 год) многие считают лучшим произведением Дерлета. Эта прозаическая медитация построена на том же фундаментальном материале, что и серия журналов о «Сага о Сок-Прери», но организована вокруг трех тем: «постоянство памяти… звуки и запахи страны… и наблюдение Торо о том, что "масса людей ведет жизнь в тихом отчаянии"». Смесь написания природы, философских размышлений и тщательного наблюдения за людьми и местом Сок-Прери. Об этой работе Джордж Вукелич, автор «Записной книжки Северной страны», пишет: «Уолден-Уэст Дерлета... равен "Уайнсбургу, Огайо" Шервуда Андерсона, «Нашему городу» Торнтона Уайлдера и Антологии Спун-Ривер Эдгара Ли Мастерса». За этим последовало восемь лет спустя «Возвращение в Уолден Уэст», произведение такого же качества, но с более заметным экологическим уклоном в написании, отмечает критик Норберт Блей.
Близким литературным родственником «Сага о Сок-Прери» была «Висконсинская сага» Дерлета, состоящая из нескольких исторических романов.

### Детективы
Детективная фантастика представляла собой ещё одну значительную часть творчества Дерлета. Наиболее заметным среди этих произведений была серия из 70 рассказов в нежной стилизации о Шерлоке Холмсе, Артура Конан Дойля. В романе «Последнее путешествие мистера Фэрли» рассказывается о британском детективе (в стиле Шерлока Холмса) по имени Солар Понс из дома «7B Praed Street» в Лондоне. Роман получил похвалу критиков: Эллери Куин (Фредерик Дэнней), Энтони Буше, Винсент Старретт и Ховард Хейкрафт.
В томе «Злоключения Шерлока Холмса» (1944 год) Эллери Куин писал о рассказе «Загадке Норкросса» Дерлета: «Сколько подающих надежды авторов, даже не достаточно взрослых, чтобы голосовать, могли бы передать дух и атмосферу с такой же точностью?» Куин добавляет: «... и его работа "Солар Понс" является привлекательным дополнением к шерлоковской номенклатуре». Винсент Старретт в своем предисловии к изданию "The Casebook of Solar Pons" 1964 года написал, что произведение представляет собой «... такую же сверкающую галактику шерлоковских подделок, какую мы имели с тех пор, как канонические развлечения подошли к концу».
Несмотря на близкое сходство с Шерлоком, Понс жил в эпоху после Первой мировой войны, в 1920-1930-х годах. Хотя, Дерлет не написал романа о Понсе, который мог бы сравниться с «Собакой Баскервилей», но редактор Питер Рубер писал: «... Дерлет написал более нескольких рассказов о Понсе, почти таких же хороших, как у сэра Артура, а многие из них имели лучшее построение сюжета».
Хотя эти истории были формой развлечения для Дерлета, Рубер, редактировавший «The Original Text Solar Pons Omnibus Edition» (2000), утверждал: «Поскольку истории, как правило, были такого высокого качества, их следует оценивать по существу как уникальный вклад в анналы мистической фантастики, а не сравнение с одним из бесконечных подражателей Шерлока Холмса».
Некоторые рассказы были опубликованы в издательстве Mycroft & Moran, что имело юмористическое значение для фанатов Холмса. В нём были нерегулярные отряды с Пред-стрит, созданные по образцу нерегулярных отрядов с Бейкер-стрит.
В 1946 году двое сыновей Конан Дойля предприняли несколько попыток заставить Дерлета прекратить публикацию серии «Солар Понс», но они не увенчались успехом, а после были отозваны.
Мистика и детективная фантастика Дерлета также включает серию произведений, действие которых происходит в Сок-Прери, с участием судьи Пека в качестве центрального персонажа.

### Молодежная и детская фантастика
Дерлет написал множество разнообразных детских произведений, в том числе биографии, призванные познакомить юных читателей с исследователем Жаком Маркеттом, а также с Ральфом Уолдо Эмерсоном и Генри Дэвидом Торо. Важной стала серия «Загадки Стива и Сима», также известная как «Нерегулярные отряды Милл-Крик». Действие серии из 10 томов, опубликованной между 1958 и 1970 годами, происходит в Сок-Прери 1920-х годов, поэтому её можно считать самостоятельной частью «Сага о Сок-Прери» и продолжением детективов Дерлета. Роберт Худ в статье для New York Times сказал: «Стив и Сим, главные персонажи, являются двоюродными братьями Гека Финна и Тома Сойера в двадцатом веке; второстепенные персонажи Дерлета - маленькие жемчужины комического рисунка». Первый роман серии, «Лунные ласки» повествует о сплавлении по реке Висконсин, что побудило местного писателя Джесси Стюарта предположить, что роман «может пожилым людям вспомнить дух молодости. «Сага о Сок-Прери» была отмечена Chicago Tribune: «В очередной раз небольшая община Среднего Запада в 1920-е годы изображена с проницательностью, мастерством и сухим юмором».

### «Arkham House» и «Мифы Ктулху»

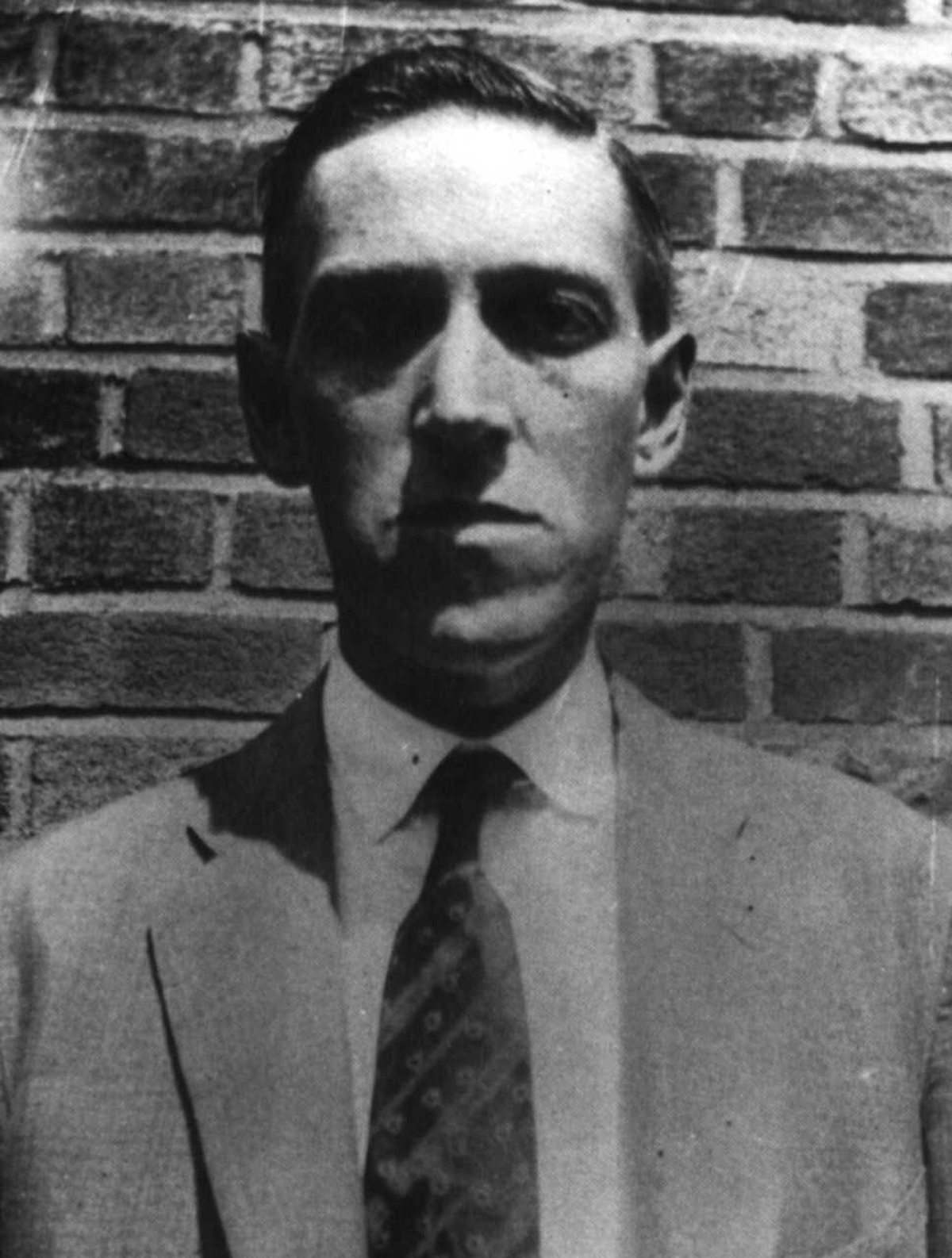
Лавкрафт 11 июля 1931 года

Август Дерлет был другом Лавкрафта — когда Лавкрафт описал персонажа «графа д'Эрлетта» в своих произведениях, то это было в честь Дерлета. Дерлет изобрел термин «Мифы Ктулху» и формализовал жанр для описания вымышленной вселенной Лавкрафта, которой он делился с другими писателями из так называемого «Круга Лавкрафта». Дерлет помогал Лавкрафту в издании его произведений, которые тот отказывался предоставлять издателям (такие как «Тварь на пороге» и «За гранью времён»), считая, что изжил себя как писатель.
Лавкрафт умер в 1937 году и назвал Р. Х. Барлоу своим творческим душеприказчиком, но в результате обсуждений было решено передать их именно Августу Дерлету, в чьи руки попали многочисленные черновики писателя. Дерлет убедил других авторов пока не писать свои произведения в обстановке Лавкрафта, чтобы у него было время издать то, что не успел сам автор. Дерлет сумел опубликовать все их в твердой обложке и в таком виде читатели впервые смогли ознакомиться со всем творчеством Лавкрафта. До этого читателям могло посчастливиться лишь найти лишь несколько выпусков журналов, к которые попали разные рассказы Лавкрафта. Обычно журналы не хотели вовсе печатать рассказы Лавкрафта и далеко не все произведения попали в «Weird Tales». Дерлет и Дональд Вандреи собрали сборник рассказов Лавкрафта и опубликовали их в 1940-1960-х годах. Дерлет написал роман «Затаившийся у порога», основываясь на множестве записок Лавкрафта и внес новые сведения из более широкого канона. Таким образом на этот период сложилась монополия Дерлета. Существующие издатели не проявили большого интереса, поэтому Дерлет и Вандреи основали с этой целью издательство «Arkham House» в 1939 году. Название компании происходит от вымышленного Лавкрафтом города Аркхэм, штат Массачусетс, который фигурирует во многих его рассказах. В 1939 году издательство «Arkham House» опубликовало огромный сборник «Изгой и другие рассказы», содержащий большинство известных рассказов Лавкрафта. Дерлет и Вандреи вскоре расширили «Arkham House» и начали регулярный график публикации после того, как в 1941 году была опубликована его вторая книга «Некто в темноте», сборник некоторых ужасных историй самого Дерлета. Позже Дерлет продолжил публиковать незаконченные рассказы Лавкрафта в жанре «Мифов Ктулху», которые вошли в сборники «Единственный наследник» (1954) и «Комната с заколоченными ставнями» (1959).
В «Arkham House» публиковались Фрэнк Белнап Лонг, Элджернон Блэквуд и другие мастера жанра.
После смерти Лавкрафта Дерлет дописал ряд рассказов, основанных на фрагментах и заметках Лавкрафта, что не были опубликованы при жизни автора. Эти произведения позже публиковались в «Weird Tales», а также в книги «Г. Ф. Лавкрафт и Август Дерлет», причем Дерлет называл себя «посмертным соавтором». Эта практика вызвала возражения в некоторых кругах, что Дерлет просто использовал имя Лавкрафта для продажи того, что по сути было его собственной выдумкой; С. Т. Джоши называет «посмертное сотрудничество» началом «возможно, самого сомнительного этапа деятельности Дерлета».
Дирк Мосиг, С. Т. Джоши и Ричард Тирни были недовольны изобретением Дерлета термина «Мифы Ктулху» (поскольку сам Лавкрафт не делил свое творчество на циклы, хотя, и упоминал Йог-Сототерия), а также представлением художественной литературы Лавкрафта как имеющей общий образец, отражающий уже собственное христианское мировоззрение Дерлета, которое контрастирует с созданной Лавкрафтом аморальной Вселенной. Однако Роберт Прайс отмечает, что, хотя рассказы Дерлета отличаются от рассказов Лавкрафта тем, что они используют надежды Дерлета и его вольное изображение Древних богов как борьбу между добром и злом, тем не менее, основа систематизации Дерлерта находится в творчестве Лавкрафта. Прайс полагает, что различия могут быть завышены:
Дерлет был более оптимистичен, чем Лавкрафт, в своей концепции Мифов, но мы имеем дело с разницей скорее в степени, чем в характере. Действительно, есть сказки, в которых главные герои Дерлета остаются безнаказанными (например, «Тень в мансарде», «Ведьмин лог» или «Комната с заколоченными ставнями»), но часто герой обречен (например, «Дом в долине» «Наследство Пибоди», «Нечто в лесу»), как и у Лавкрафта. И следует помнить, что иногда лавкрафтовскому герою удается преодолеть трудности, например, в «Ужас в музее», «Заброшенный дом» и «Дело Чарльза Декстера Варда». 
Дерлет рассматривал Древних богов Лавкрафта как представителей сил стихий, создавая новые вымышленные сущности, чтобы конкретизировать эту структуру. Дерлет часто использовал названия и существ Лавкрафта и других писателей в своих произведениях, таких как Глубоководные, Старцы, Ми-Го, Потомки Ктулху и другие. Дерлет вдохновлялся существами Лавкрафта и создал новых, таких как Бьяхи. Дерлет создал народ Чо-Чо, который дважды упоминал Лавкрафт.
Помимо дебатов и основания «Arkham House», успешные попытки Дерлета спасти Лавкрафта от забвения широко признаны писателями ужасов как основополагающие события. Рэмси Кэмпбелл признал поддержку и руководство Дерлета в начале своей писательской карьеры, а Кирби Макколи назвал Дерлета и «Arkham House» источником вдохновения для своей собственной антологии «Силы тьмы». «Arkham House» опубликовало «Карнавал Тьмы», первую книгу Рэя Брэдбери. Брайан Ламли указывает на важность Дерлета для его собственных работ Лавкрафта и утверждает в предисловии к работам Дерлета 2009 года, что он был «... одним из первых, лучших и самых проницательных редакторов и издателей жуткой фантастики».
Какой бы важной ни была работа Дерлета по спасению с литературной безвестности на момент смерти Лавкрафта, Дерлет создавал собственные произведения в жанре ужасов и призрачной фантастики; что до сих пор часто входят в различные антологии. Сборники произведений Дерлета недавно были переизданы в виде четырёх томов и опубликованы в «Weird Tales», которые иллюстрируют оригинальные способности Дерлета в этом жанре. В то время Дерлет считал свою работу в этом жанре менее важной, чем его самые серьёзные литературные усилия, что послужили основой для этих четырёх антологий. Рэмси Кэмпбелл отмечает, что произведения по-прежнему находят отклик спустя более 50 лет.
В 2009 году Американская библиотека выбрала рассказ Дерлета «Обшитая панелями комната» для включения в свою двухвековую ретроспективу «Американских фантастических историй».

### Другие работы
Дерлет написал много исторических романов, как часть «Сага о Сок-Прери», так и «Сага Висконсина». Дерлет написал историю; возможно, наиболее примечательной среди них была книга «Висконсин: река тысячи островов», опубликованная в 1942 году. Эта работа входила в серию под названием «Реки Америки», задуманную писательницей Констанс Линдси Скиннер во время Великой депрессии как серию, которая соединила бы коренных американцев к своему наследию через историю великих рек нации. Скиннер хотела, чтобы серию написали художники, а не академики. Дерлет, хотя и не был подготовленным историком, был, по словам бывшего историка штата Висконсин Уильяма Томпсона, «... очень компетентным региональным историком, который основывал свои исторические работы на исследованиях первичных документов и регулярно обращался за помощью к профессионалам». В предисловии к переизданию работы The University of Wisconsin Press 1985 года Томпсон заключил: «Ни один другой писатель, независимо от происхождения или образования, не знал и не понимал свой конкретный "уголок земли" лучше, чем Август Дерлет».
Дерлет написал 3 сборника стихов: «Земная кожа» (1942 г.), «Избранные стихи» (1944 г.) и «Грань ночи» (1945 г.) — опубликованы издательством Decker Press, что печатало произведения других поэтов Среднего Запада, таких как Эдгар Ли Мастерс.
Дерлет был также автором нескольких биографий других писателей, включая Зону Гейл, Ральфа Уолдо Эмерсона и Генри Дэвида Торо.
Дерлет написал предисловия к нескольким сборникам классических комиксов начала XX века, такие как «Бастер Браун», «Маленький Немо в стране снов» и «Дети Катценджаммера», «Путь мальчика», «Сказки из индейского домика» Фиби Джуэлл Николс. Дерлет также писал под псевдонимами Стивен Грендон, Кеньон Холмс и Талли Мейсон (англ. Stephen Grendon, Kenyon Holmes and Tally Mason).
Документы Дерлета были переданы в дар Историческому обществу Висконсина в Мэдисоне.

### Повести
| Название на русском | Название на английском |
| --- | --- |
| «Сага о Сок-Прери» - Ещё летняя ночь (1937) - Ветер над Висконсином (1938) - Любой день сейчас (1938) - Беспокойная река (1939) - Весенний вечер (1941) - Сладкая Женевьева (1942) - Тень ночи (1943) - Щит доблестных (1945) - Дом лунного света (1953) Нерегулярные отряды Милл-Крик - Лунные тендеры (1958) - Нерегулярные бойцы Милл-Крик (1959) - Пинкертоны снова едут (1960) - Призрак острова Блэкхок (1961) - Палаточное шоу летом (1963) - Нерегулярные войска снова наносят удар (1964) - Дом у реки (1965) - Наблюдатель на высотах (1966) - Принц едет на запад (1968) - Три соломенных человечка (1970) Другие - Убийство преследует семью Уэйкли (1934) - Человек на четвереньках (1934) - Трое умерших (1935) - Знак страха (1935) - Приговор отложен (1939) - Загадка Нарраконга (1940) - Яркое путешествие (1940) - Семь, кто ждал (1943) - Шалость в переулке (1944) - Нет будущего для Луаны (1945) - Оливер, Своенравная сова (1945) - Страна ястреба (1952) - Плененный остров (1952) - Падшая цель (1953) - Смерть по замыслу (1953) - Империя меха (1953) - Земля серого золота (1954) - Земля небесно-голубых вод (1955) - Дом на кургане (1958) - Уилбур, Доверчивый Козодоя (1959) - Сладкая земля Мичигана (1962) - Чудовище в лесу Хольгера (1968) | Sac Prairie Saga - Still is the Summer Night (1937) - Wind Over Wisconsin (1938) - Any Day Now (1938) - Restless is the River (1939) - Evening in Spring (1941) - Sweet Genevieve (1942) - Shadow of Night (1943) - The Shield of the Valiant (1945) - The House of Moonlight (1953) Mill Creek Irregulars - The Moon Tenders (1958) - The Mill Creek Irregulars (1959) - The Pinkertons Ride Again (1960) - The Ghost of Blackhawk Island (1961) - The Tent Show Summer (1963) - The Irregulars Strike Again (1964) - The House by the River (1965) - The Watcher on the Heights (1966) - The Prince Goes West (1968) - Three Straw Men (1970) Other - Murder Stalks the Wakely Family (1934) - The Man on All Fours (1934) - Three Who Died (1935) - Sign of Fear (1935) - Sentence Deferred (1939) - The Narracong Riddle (1940) - Bright Journey (1940) - The Seven Who Waited (1943) - Mischief in the Lane (1944) - No Future for Luana (1945) - Oliver, The Wayward Owl (1945) - The Country of the Hawk (1952) - The Captive Island (1952) - Fell Purpose (1953) - Death by Design (1953) - Empire of Fur (1953) - Land of Gray Gold (1954) - Land of Sky Blue Waters (1955) - The House on the Mound (1958) - Wilbur, The Trusting Whippoorwill (1959) - Sweet Land of Michigan (1962) - The Beast in Holger's Woods (1968) |

«Сага о Сок-Прери»
| Название на русском | Название на английском |
| --- | --- |
| - Место ястребов (1935) - Рост страны (1940) - Земля Висконсина: Образец Sac Prairie (1948) - Люди прерий Сак (1948) - Висконсин в их костях (1961) - Страна имеет значение (1996) - Возвращение в Сак-Прери (1996) - Романы «Затерянный мешок прерий» (2000), в том числе: «Одиссея Жанны Мид» (впервые опубликовано в журнале Star Weekly 3 декабря 1949 г.); «Ветер в кедрах» (также как «Счастье не ускользнет») впервые опубликовано в журнале Redbook, январь 1946 г., «Лампа для темноты» (впервые опубликовано в журнале Redbook, январь 1941 г.; «Девочки Шейна» (также как «Счастье - это подарок») впервые опубликовано в журнале Redbook в 1948 г. | - Place of Hawks (1935) - Country Growth (1940) - Wisconsin Earth: A Sac Prairie Sampler (1948) - Sac Prairie People (1948) - Wisconsin in Their Bones (1961) - Country Matters (1996) - Return to Sac Prairie (1996) - The Lost Sac Prairie Novels (2000): including: The Odyssey of Janna Meade (first published in the Star Weekly magazine December 3, 1949); The Wind in the Cedars (also as Happiness Shall Not Escape) (first published in Redbook Magazine, January 1946), Lamplight for the Dark (first published in Redbook Magazine January 1941); Shane's Girls (also as Happiness is a Gift) (first published in Redbook Magazine 1948) |

### Солар Понс
| Название на русском | Название на английском |
| --- | --- |
| - «В ответ: Шерлок Холмс» — Приключения Солара Понса (Великобритания: Приключения Солара Понса) (1945) - Воспоминания о Соларе Понсе (1951) - Три проблемы для Солара Понса (1952) - Возвращение Солара Понса (1958) - Воспоминания о Соларе Понсе (1961) - Приключение Восточного экспресса (рассказ, 1964) - Последнее путешествие мистера Фэрли (роман, 1968) - Террор над Лондоном (роман) - Справочник по Солару Понсу (1965) - Досье на Пред-стрит (1968) - Хроники Солара Понса (1973) - Солара Понса Омнибус (1982) - Последние приключения Солара Понса (1998) | - "In Re: Sherlock Holmes" – The Adventures of Solar Pons (UK: The Adventures of Solar Pons) (1945) - The Memoirs of Solar Pons (1951) - Three Problems for Solar Pons (1952) - The Return of Solar Pons (1958) - The Reminiscences of Solar Pons (1961) - The Adventure of The Orient Express (short tale, 1964) - Mr. Fairlie's Final Journey (novel, 1968) - Terror over London (novel) - The Casebook of Solar Pons (1965) - A Praed Street Dossier (1968) - The Chronicles of Solar Pons (1973) - The Solar Pons Omnibus (1982) - The Final Adventures of Solar Pons (1998) |

### «Мифы Ктулху»
| Название на русском | Название на английском |
| --- | --- |
| - Кто-то в темноте (1941) - Что-то рядом (1945) - Недолго для этого мира (1948) - Выживший и другие (1957) - Маска Ктулху (1958) - Одинокие места (1962) - След Ктулху (1962) - Мистер Джордж и другие странные люди (1963) как Стивен Грендон - Полковник Маркесан и менее приятные люди (1966) с Марком Шорером - Наблюдатели вне времени и другие (1974) - Обитатели тьмы (1976) - В тени Лавкрафта (1998) - Кто мне скажет, звонит и другие истории С. Деземянович, изд. (2009) - Спящие и другие бодрствующие существа (2009) - Жуткие существа Августа Дерлета (2009) - Это не мертво: Чёрная магия и оккультные истории Августа Дерлета (2009) | - Someone in the Dark (1941) - Something Near (1945) - Not Long for this World (1948) - The Survivor and Others (1957) - The Mask of Cthulhu (1958) - Lonesome Places (1962) - The Trail of Cthulhu (1962) - Mr. George and Other Odd Persons (1963) as Stephen Grendon - Colonel Markesan and Less Pleasant People (1966) with Mark Schorer - The Watchers Out of Time and Others (1974) - Dwellers in Darkness (1976) - In Lovecraft's Shadow (1998) - Who Shall I Say is Calling & Other Stories S. Deziemianowicz, ed. (2009) - The Sleepers and Other Wakeful Things (2009) - August Derleth's Eerie Creatures (2009) - That Is Not Dead: The Black Magic & Occult Stories by August Derleth (2009) |